# Johanneskerk (Breda)
De Johanneskerk is een protestants kerkgebouw uit 1819 aan de Dreef in Princenhage, tegenwoordig een wijk van Breda, in de Nederlandse provincie Noord-Brabant.
Deze kerk is in Neoclassicistische stijl ontworpen door Waterstaats-ingenieur Nicolaas Plomp.
De kerk en de later in de 19e eeuw gebouwde pastorie-woning ernaast zijn sinds 1966 beschermd als rijksmonument.

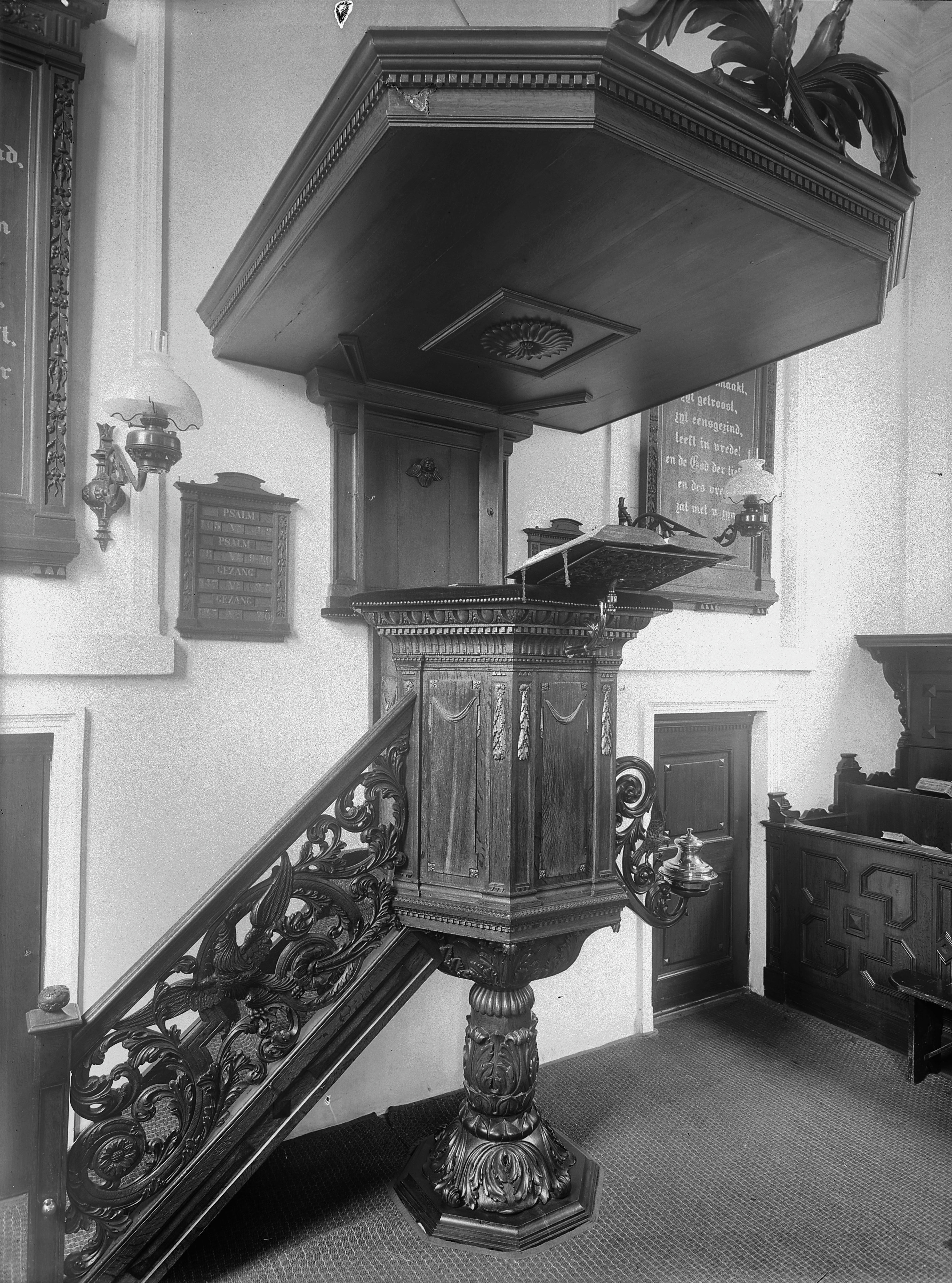
De preekstoel in de kerk
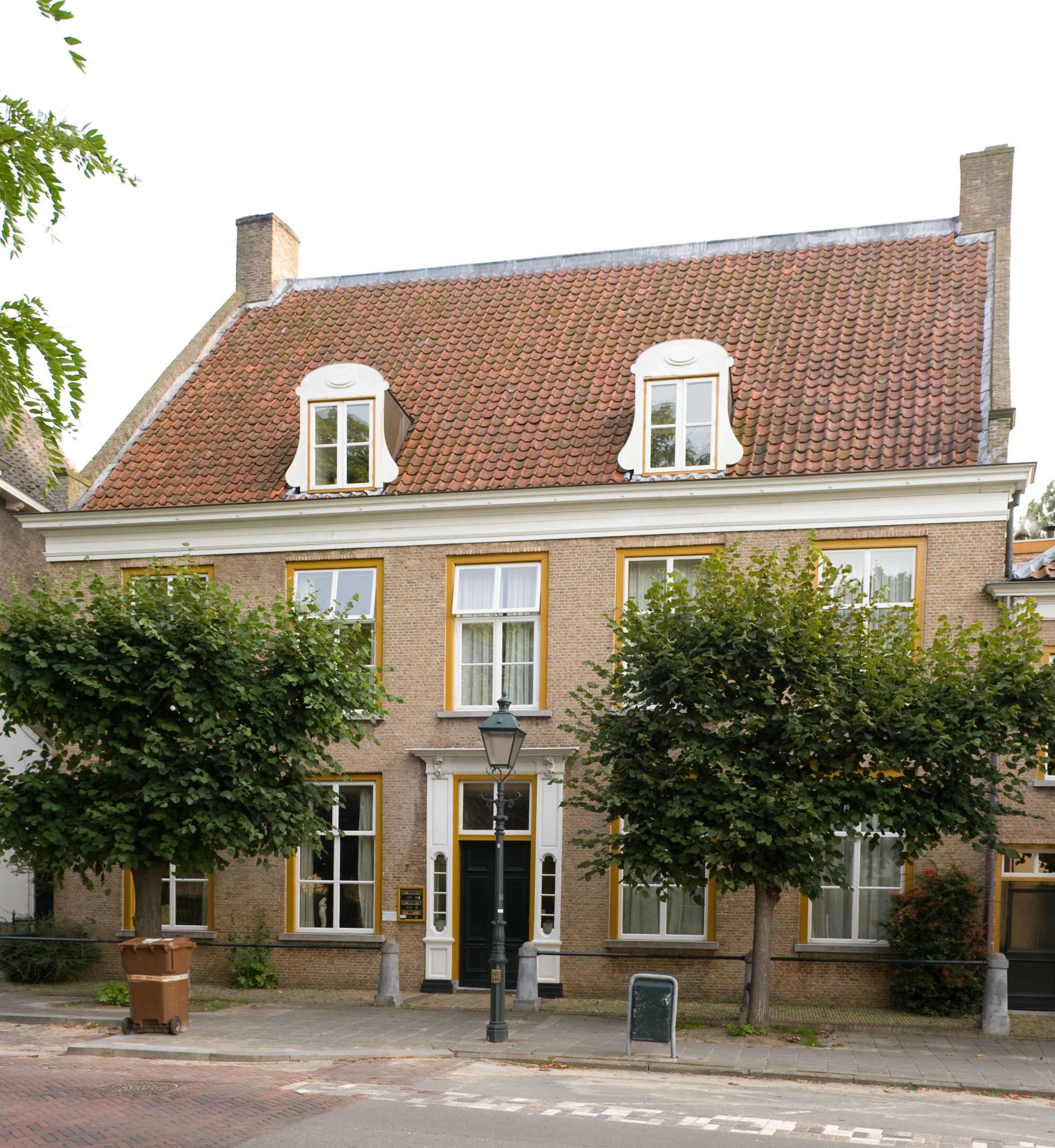
Dreef 7 (pastorie)